# Căile Ferate Române

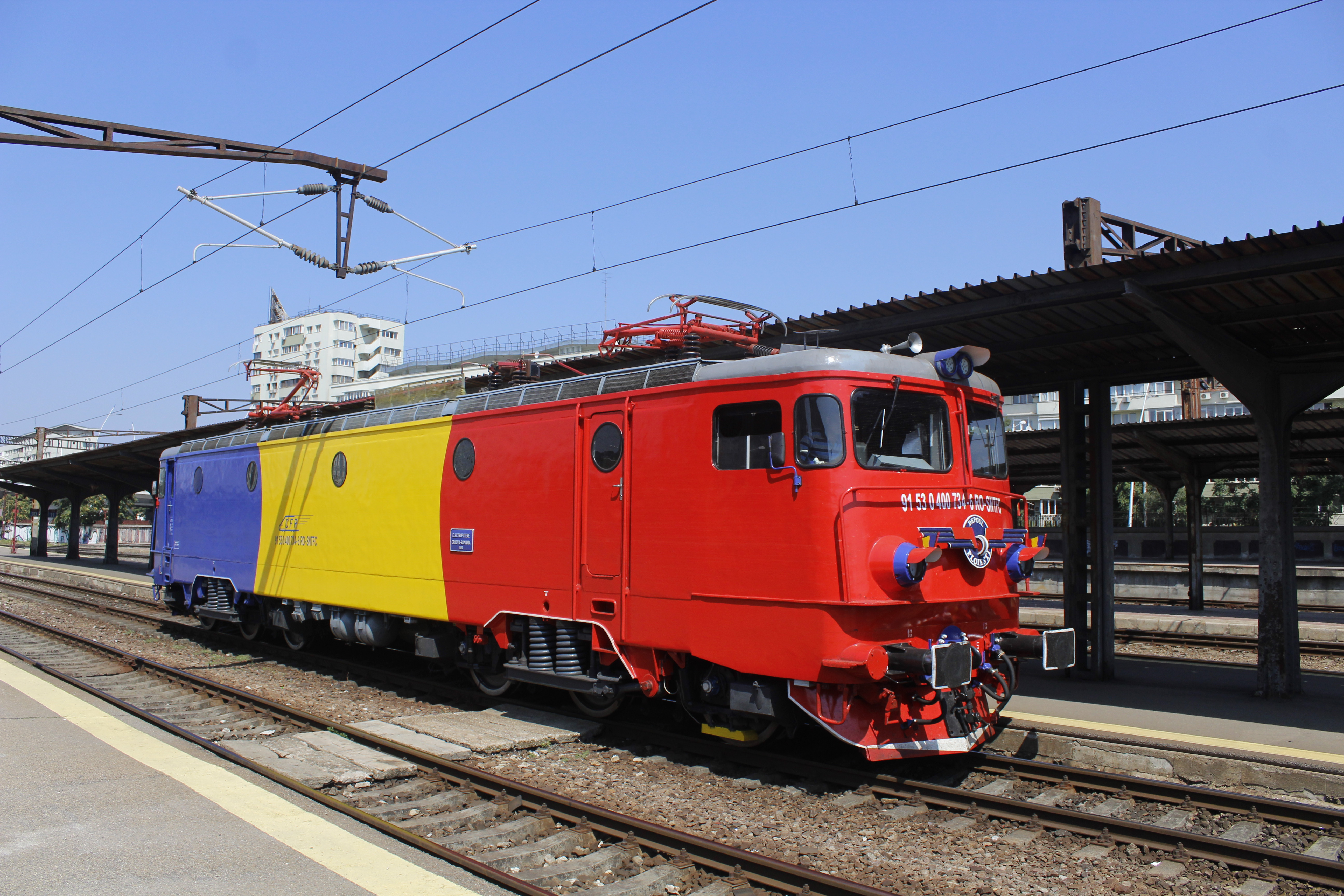
Locomotivă Clasa 40 (acest tren circulă, în special, în zilele de 1 Decembrie și 24 Ianuarie)

Căile Ferate Române (CFR) este compania națională de transport feroviar a României. CFR, ca instituție, a fost fondată în 1880, după ce prima cale ferată pe teritoriul actual al României a fost deschisă în 1854. După divizarea companiei, CFR S.A. a rămas administratorul infrastructurii pentru transportul de călători și marfă pe calea ferată din țară și au fost înființate alte companii deținute integral de stat pentru asigurarea transportului de călători și marfă. Sediul central al CFR este în București, în Palatul CFR, situat în apropierea Gării de Nord. Compania are sucursale regionale în orașele Brașov, Cluj-Napoca, Craiova, Constanța, Galați, Iași și Timișoara. Codul internațional UIC este 53-CFR.
Rețeaua feroviară este integrată semnificativ cu alte rețele feroviare europene, oferind servicii paneuropene de transport de pasageri și marfă.

## Date economice
CFR SA a intrat în anul 2010 cu datorii totale de 2,85 miliarde lei, din care la bugetul de stat de 750 milioane lei și la furnizori de 2,1 miliarde lei (din care 1,4 miliarde lei către furnizorii de energie electrică).

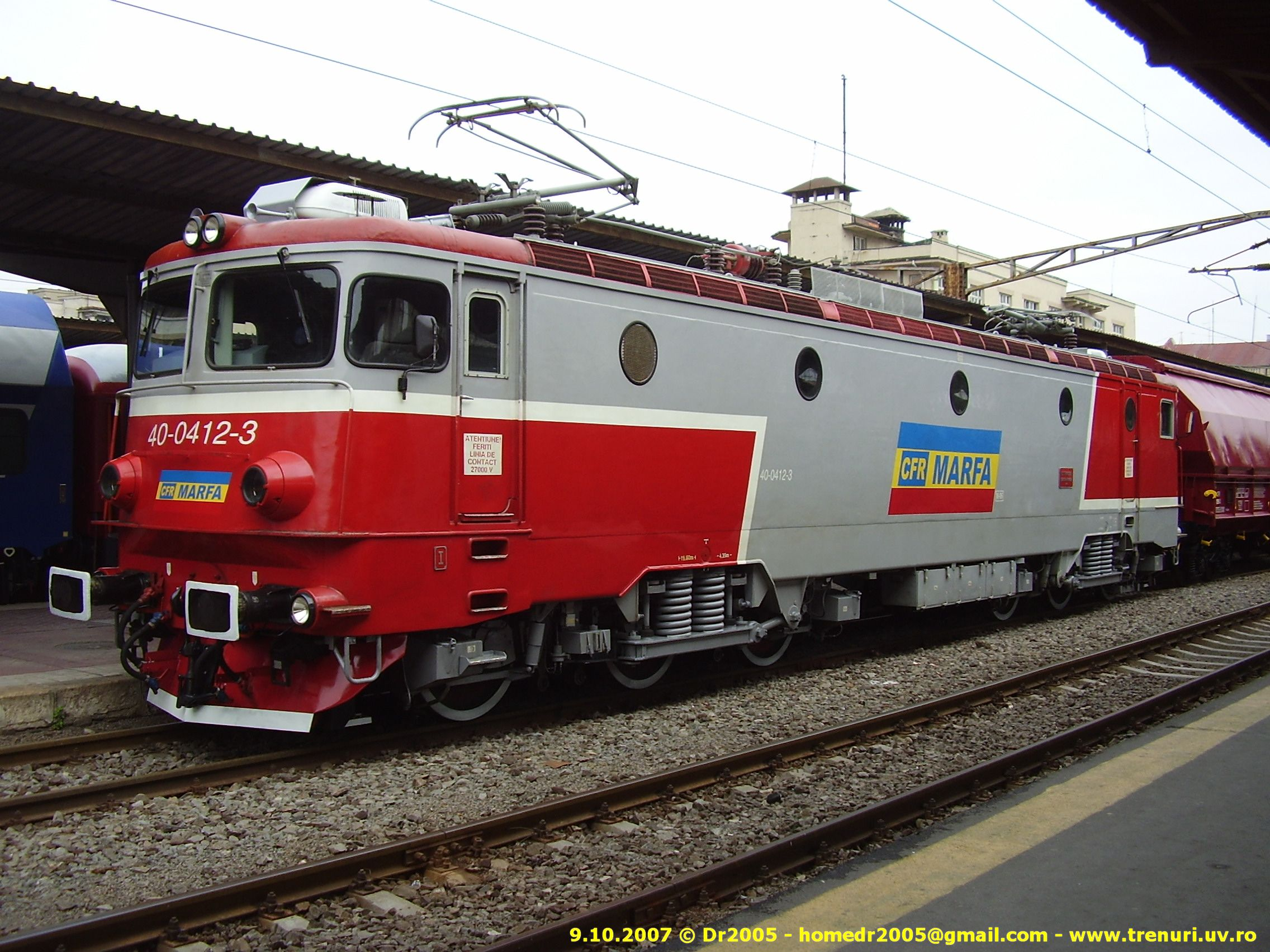
Locomotivă CFR Marfă clasa 40

În același timp, CFR SA avea de încasat de la CFR Marfă o datorie de peste 180 milioane lei, iar de la CFR Călători peste 240 milioane lei.
La sfârșitul anului 2010, CFR SA avea pierderi de 1,04 miliarde de lei și datorii de 5,36 miliarde lei.
În aprilie 2009, CFR SA avea datorii 2,1 miliarde RON, din care 1,2 miliarde RON către furnizorii de electricitate.                          
Număr de angajați în 2021: 22.213 ; în 2009: 27.610

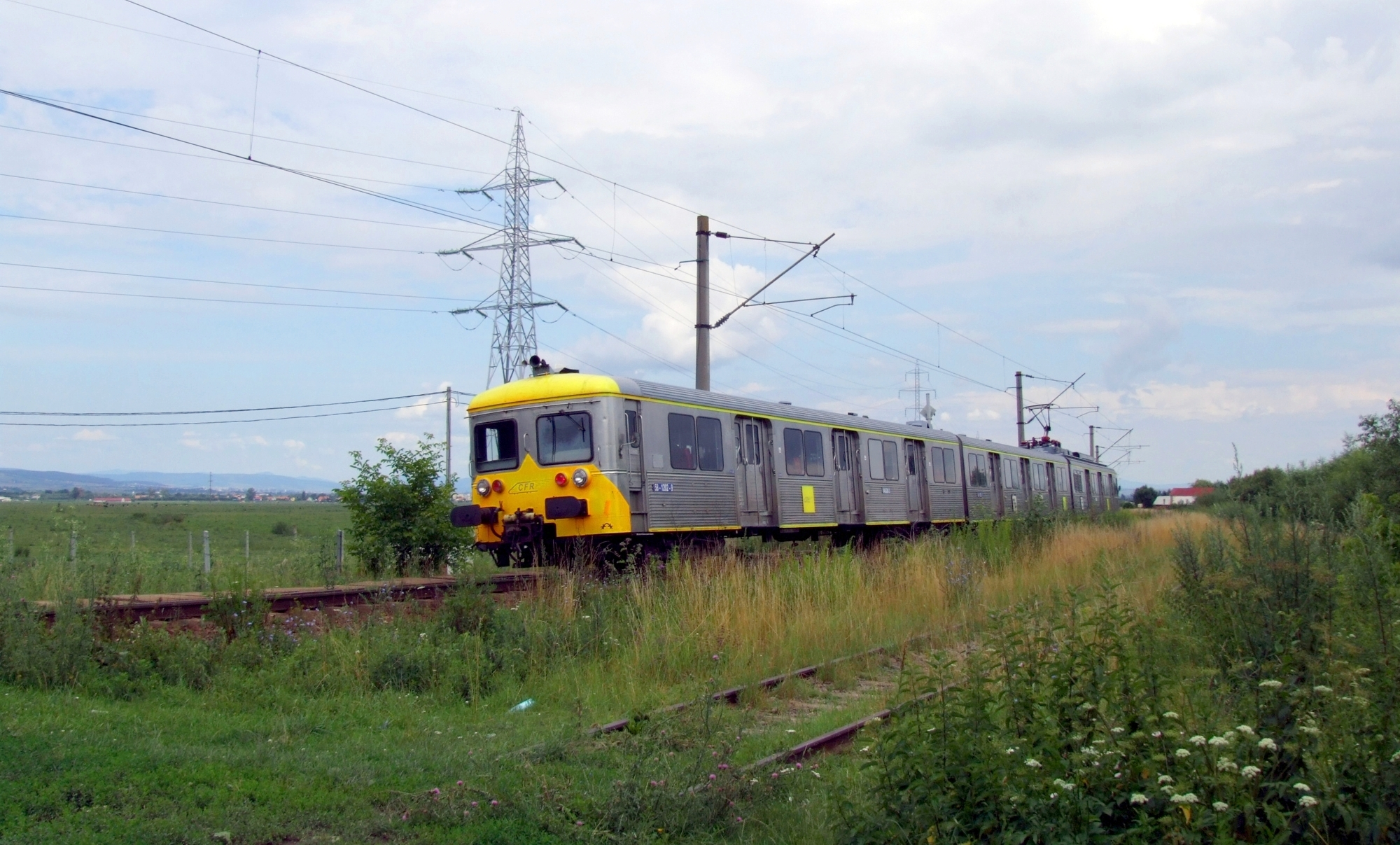
Tren Personal clasa 58

Cifra de afaceri:
- 2021: 2,02 miliarde lei[9]
- 2010: 1,06 miliarde lei[4]
- 2009: 1,08 miliarde lei[4]
- Tren Personal clasa 582008: 1,1 miliarde lei[8]
- 2007: 1,1 miliarde lei[8]

## Istorie

### Secolul al XIX-lea
Prima cale ferată dată în folosință pe teritoriul de azi al României a fost calea ferată Oravița–Baziaș din Banat (1854), pentru trafic de marfă. Prima cale ferată construită pentru trafic de călători a fost calea ferată Szeged–Timișoara, care a conectat Timișoara în anul 1857 la rețeaua feroviară. Aceasta a fost extinsă în anii 1860-1870 spre Transilvania (1868), Bucovina, Muntenia și Moldova (1869) și Oltenia (1875). Până la încheierea procesului de desăvârșire a statului român de la 1 decembrie 1918, căile ferate s-au dezvoltat o perioadă în cadrul a două rețele separate; una în vechea Românie și alta (St.E.G.) în Imperiul Austriac, care din 1867, în urma pactului dualist, a devenit Austro-Ungaria.
Prima linie de cale ferată pe actualul teritoriu românesc, care este și cea mai veche de pe rețeaua C.F.R., a fost deschisă pentru traficul de mărfuri la data de 20 august 1854 între portul dunărean Baziaș și Oravița. Calea ferată Oravița-Baziaș, având o lungime de 62,5 km, a fost folosită inițial doar pentru transportul cărbunelui. Traseul de 62,5 km trecea prin localitățile: Răcășdia, Iam, Jassenova (Jasenovo) și Bela Crkva (Biserica Albă), ultimele două localități aflate în Districtul Banatul de Sud, Voivodina, Serbia. Denumită "Kohlenbahn" (linia cărbunelui) aceasta era destinată înlesnirii transportului cărbunelui de la minele din zona Aninei la Dunăre. Construcția liniei a început în anul 1846, fiind întreruptă în timpul revoluției de la 1847-1848, apoi reluată în anul 1850 și terminată în anul 1854. 
Până la deschiderea liniei Oravița-Anina cu tracțiune cu abur, pe 15 decembrie 1863, cărbunele era transportat la Oravița, pe porțiuni orizontale prin așa-numitele "Pferdebahn" (cale ferată cu tracțiune cabalină), iar pe porțiuni în rampe, prin planuri înclinate de funiculare. Urmele terasamentelor acestei linii provizorii precum și o parte din tunele unele amplasate chiar în imediata apropiere a traseului actual, se mai păstrează și astăzi. De la 12 ianuarie 1855 linia a fost administrată de Căile ferate de stat cezaro-crăiești, Banatul fiind în acel timp parte a Imperiului Austriac. După diverse îmbunătățiri tehnice la linie în următoarele luni, relația Oravița-Baziaș a fost deschisă pentru traficul de pasageri la 1 noiembrie 1856.
În Moldova și Țara Românească au existat proiecte de construcție de căi ferate cu tracțiune animală sau cu aburi încă din 1842, însă din motive necunoscute primele inițiative nu au fost duse la bun sfârșit. De-abia după unirea lor în cadrul Principatelor Unite, proiectele de construcție au început să se concretizeze, între 1864 și 1880 fiind construite, în concesiune, mai multe căi ferate pe teritoriul principatelor.
Pe 1 septembrie 1865 compania engleză John Trevor-Barkley a început construcția liniei București–Giurgiu. Această linie a fost deschisă pentru trafic la 26 august 1869 și a fost prima linie construită pe teritoriul românesc din acel timp. În septembrie 1866 Parlamentul României a aprobat construcția unei linii de 915 km, de la Vârciorova în sud până la Roman în nord, trecând prin Pitești, București, Buzău, Brăila, Galați și Tecuci, toate orașe importante la acea vreme. Costul construcției era la acel timp de 270.000 de franci de aur pe kilometru și construcția a fost încredințată consorțiului german Strousberg. Linia a fost deschisă în mai multe faze - prima parte, Pitești - București - Galați - Roman, a fost deschisă la 13 septembrie 1872, iar partea Vârciorova - Pitești pe 9 mai 1878. Linia Vârciorova - Roman a fost o parte importantă a infrastructurii feroviare române deoarece a făcut legătura între extremitățile regatului, fiind o conexiune importantă pentru călători și marfă între orașe importante ale Țării Românești și ale Moldovei.
Prima linie din Moldova a fost deschisă la 3/15 decembrie 1869 pe traseul Gara Suceava (Burdujeni) - Roman, în lungime de 102,5 km.
La 10 septembrie 1868 a fost finalizată Gara București Nord. În ianuarie 1880 Parlamentul României a votat pentru transferul liniei Vârciorova - Roman din administrarea privată a consorțiului Strousberg la administrarea națională, guvernul formând instituția Căilor Ferate Române, care a continuat să existe până în prezent.

### Prima jumătate a secolului al XX-lea
În 1918 Regatul României s-a unit cu regiunile Transilvania, Banat, Basarabia și Bucovina pentru a forma România Mare. Ca urmare, toate căile ferate din aceste regiuni, care au aparținut înainte Austro-Ungariei și Rusiei au intrat în proprietatea CFR. Acest eveniment a fost unul important în istoria CFR deoarece uzina de vagoane de la Arad, aflată înainte sub control Austro-Ungar, a intrat în proprietatea CFR, astfel a început fabricarea a numeroase tipuri de vagoane și locomotive pentru CFR. Tot în această perioadă au fost introduse locomotivele Diesel.
Prima jumătate a secolului al XX-lea a fost perioada în care mai multe căi ferate au fost dublate, pentru a permite traficul simultan în ambele sensuri și deci un trafic mai mare. Prima linie cu șină dublă fusese deschisă la 25 ianuarie 1895 pe distanța de 14 km dintre Iași și Lețcani, cu scopul de a facilita lucrările de construcție a liniei Iași - Dorohoi. În continuare au fost dublate liniile:
- București - Ploiești (1891-1909)
- Ploiești - Câmpina (1910-1912)
- Constanța - Cernavodă (1931)
- Adjud - Tecuci (1933)
- Teiuș - Apahida (1938-1940)
- Câmpina - Brașov (1938-1941)
- Buzău - Mărășești (1940-1942)

### Perioada comunistă
După ce România a devenit o republică populară, în 1949, a avut loc o investiție semnificativă în căile ferate. În această perioadă, căile ferate au fost considerate simbol al industrializării rapide a țării sub conducerea lui Gheorghe Gheorghiu-Dej și a lui Nicolae Ceaușescu. Pe lângă creșterea traficului feroviar și al construcției de noi linii, în special în zonele rurale, electrificarea și dublarea liniilor au ocupat un loc important.
Prima linie electrificată a fost calea ferată Ploiești–Brașov, pe care volumul de pasageri și marfă era foarte mare. Primul proiect pentru electrificarea unor porțiuni din această linie a fost realizat în 1913 de către I. S. Gheorghiu, iar pentru demararea lucrărilor guvernul a luat o serie de hotărâri în anii 1929, 1934 și 1942, urmând ca din 1942 să se treacă la realizarea proiectului. Din cauza războiului lucrul la electrificare a început însă abia în 1959, iar prima porțiune electrificată, Brașov - Predeal, a fost deschisă la 9 decembrie 1965. La 20 aprilie 1966 s-a deschis o nouă porțiune, Predeal - Câmpina. Linia București - Brașov a fost complet electrificată la 16 februarie 1969 și a funcționat și funcționează cu energie electrică la tensiunea de 25.000 V și frecvența de 50 de Hz.
Diferite linii au fost de asemenea dublate, inclusiv:
- Făurei - Galați (1965-1971)
- Pantelimon - Cernavodă (1969-1971)
- București - Roșiori de Vede - Craiova (1965-1972)
- Chitila - Golești (1968-1972)
- Brașov - Câmpul Libertății (1970-1974)
- Adjud - Suceava (1972-1975)

La începutul anilor 1980, locomotivele cu abur au fost complet scoase din circulație, fiind înlocuite cu locomotivele diesel și electrice.

### Anii 1990
După revoluția din 1989, când a căzut regimul comunist, România a rămas cu una din cele mai mari, dense și utilizate rețele de căi ferate din Europa, dar, în același timp, a rămas în urmă cu întreținerea acestei infrastructuri. Acest lucru, combinat cu decăderea economică din anii 1990, cauzată de trecerea țării la economia de piață, a dus la intrarea companiei CFR într-o relativă perioadă de declin. Câteva rute mai puțin circulate, mai ales în zonele rurale, au fost desființate, iar materialul rulant, achiziționat în mare parte în anii 1970, a intrat într-o perioadă de lipsă de reparații. Imaginea CFR-ului, atât în țară cât și în străinătate, a avut mult de suferit datorită serviciilor feroviare de proastă calitate și conducerii slabe.
Situația a continuat până în anul 1998 când Societatea Națională a Căilor Ferate Române a fost reorganizată în patru instituții finanțate independent pentru a mări eficiența, iar compania a fost redenumită Compania Națională de Căi Ferate. După acest eveniment, situația căilor ferate românești s-a îmbunătățit, în mare parte datorită ameliorării situației economice a țării după anul 2000, ce a permis pornirea unor proiecte de investiții mai importante.
După 1989, un număr relativ mare de linii au fost închise, în special cele destinate folosirii industriale sau liniile înguste. Acest lucru s-a datorat și creșterii masive a numărului de companii private de autocare și al traficului redus de pe acele linii. Alte linii se vor închide în viitor, mai ales cele din județul Timiș, care sunt foarte vechi, puțin utilizate și avariate în urma inundațiilor din 2005. Urma ca în 2007 să se închidă 75 de km de cale ferată, după ce, începând din 1990, s-au închis aproximativ 1000–1500 km de cale ferată. 
În ceea ce privește liniile înguste, majoritatea sunt grav afectate de furturi și alunecări de teren. De exemplu, Târgu Mureș - Band a fost furată aproape complet, circulația trenurilor pe aceste linii a fost întreruptă încă din anul 1997, iar Sibiu-Agnita este impracticabilă din cauza construirii unui pod rutier. Există însă câteva căi ferate înguste cumpărate de operatori privați și redeschise, precum cele de la Brad-Crișcior, Abrud-Câmpeni, Covasna-Comandău, Sovata-Câmpu Cetății, Cornățel-Hosman și Moldovița-Argel. Pe aceste linii circulă „mocănițe” în scop turistic. Calea ferată de pe Valea Vaserului este exploatată atât forestier cât și turistic, fiind clasată ca monument istoric.

### Reorganizarea societății și liberalizarea pieței
Prin reorganizarea Societății Naționale a Căilor Ferate Romane „SNCFR” de la 1 octombrie 1998 au fost înființate :
- Compania Națională de Căi Ferate CFR S.A., numită și „CFR Infrastructură”, care administrează infrastructura feroviară română;
- Societatea Națională de Transport Feroviar de Călători CFR Călători - S.A., operatorul național de călători;
- Societatea Naționala de Transport Feroviar de Marfă CFR Marfă, operatorul național de marfă;
- Societatea Naționala de Administrare a Activelor Feroviare ,,SAAF Arhivat în 14 februarie 2008, la Wayback Machine." - S.A., administrează excesul de active feroviare rezultat în urma reorganizării;
- Societatea Feroviară de Turism ,,S.F.T. – C.F.R. Arhivat în 27 iulie 2009, la Wayback Machine.” S. A., a preluat o parte din activele ,,SAAF"  și efectuează servicii turistice , administrând trenurile de epocă. În 2016, compania se afla în redresare judiciară[22];
- Societatea de Management Feroviar ,,SMF" (desființată);
- Autoritatea Feroviara Română (AFER Arhivat în 27 iulie 2009, la Wayback Machine.) care funcționează sub autoritatea Ministerului Transporturilor, este organismul de reglementare feroviară al României.

În urma reorganizării Societății Naționale a Căilor Ferate Romane „SNCFR” de la 1 octombrie 1998 a fost permis accesul nediscriminatoriu la infrastructura feroviară publică a tuturor operatorilor feroviari licențiați, fapt ce a dus la înființarea de operatori feroviari cu capital privat.
Anumite linii de cale ferată, așa-numitele „secții neinteroperabile”, pe care compania națională de căi ferate înregistra pierderi, au fost închiriate către operatori privați, transportul de călători și/sau de marfă fiind făcut de aceștia, folosind material rulant propriu sau închiriat.
Ulterior au mai fost înființate filiale ale companiilor societăților naționale din domeniul transportului feroviar care funcționează sub autoritatea Ministerului Transporturilor.
În anul 1999 s-a înființat CFR SIRV Brașov, ca societate comercială separată, dar deținută de CFR, iar în anul 2003 a fost privatizată.
În august 2001, din CFR au fost desprinse următoarele companii:
- CFR BAD - Societatea Comercială CFR Baza de Aprovizionare și Desfacere - care se ocupă cu achiziția și distribuirea echipamentului feroviar
- CFR IRV - Societatea Comercială CFR Întreținere și Reparații Vagoane - reparații de vagoane
- CFR IRLU - Societatea Comercială CFR Întreținere și Reparații Locomotive și Utilaje - reparații de locomotive și alte echipamente

În anul 2004 a fost înființată divizia CFR Electrificare, având în administrare circa 10.000 de kilometri de rețea de contact electrificată, 77 de substații de tracțiune și un număr de 3.500 de angajați.
În martie 2010, 10.301 angajați din cei 64.000 ai companiilor CFR au fost disponibilizați.

### Modernizarea
La începutul anilor 2000, a început un program de modernizare pentru a-și îmbunătăți imaginea, care era, și la nivel național, și la nivel internațional, afectată de rapoartele legate de serviciile de proastă calitate. Primele faze ale modernizării au inclus îmbunătățirea trenurilor rapide și InterCity, precum și expansiunea serviciilor InterCity.

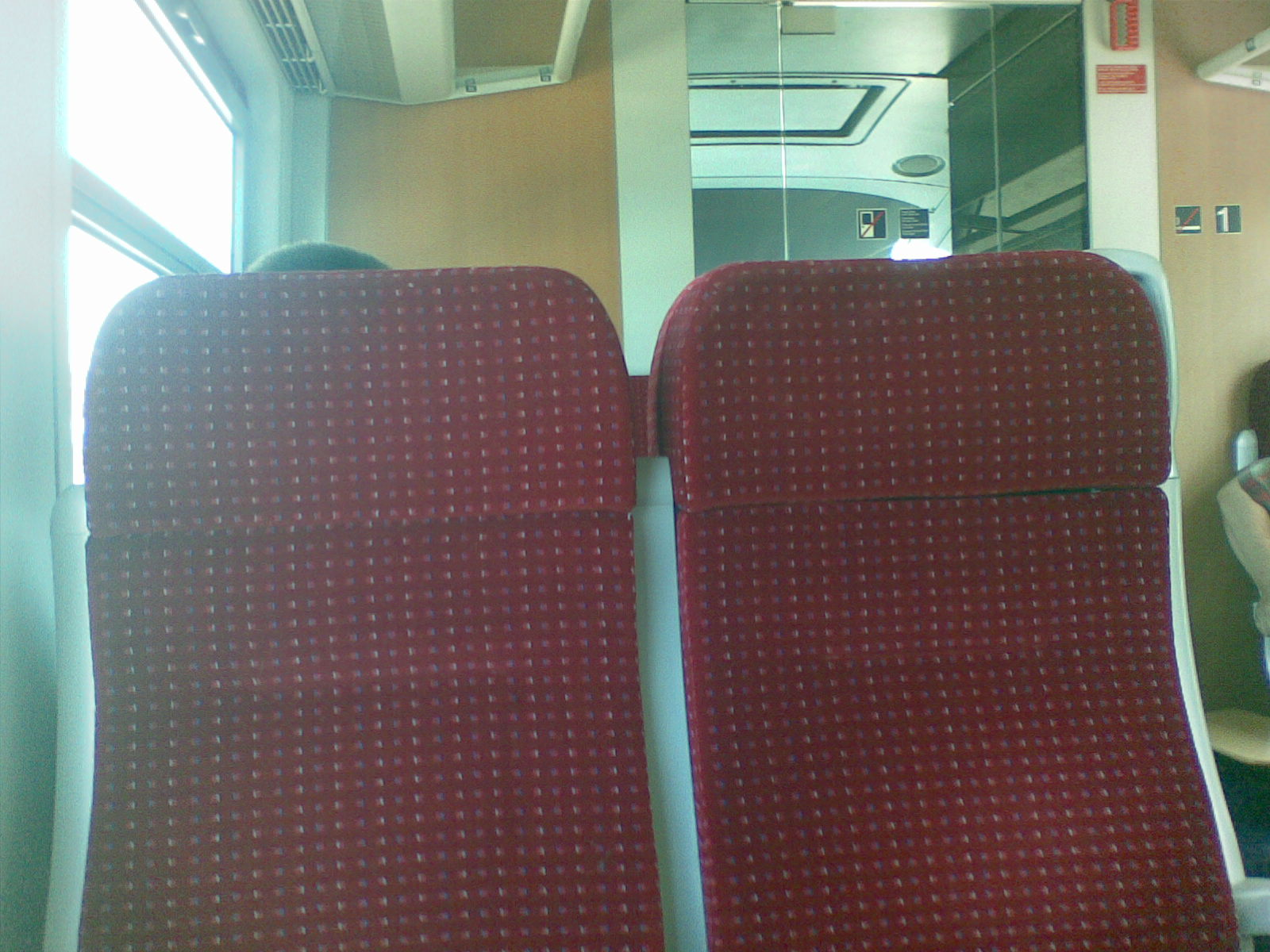
Interiorul unui automotor Siemens Desiro clasa I

Pentru a întări creșterea rețelei române InterCity, CFR a achiziționat în anul 2003 mai multe garnituri noi de tren Siemens Desiro, unele dintre acestea fiind asamblate la Arad.
Denumite „Săgeata Albastră”, acestea sunt folosite pentru distanțe scurte și medii. Garniturile Desiro au fost folosite ca embleme ale modernizării CFR, în ciuda criticilor potrivit cărora CFR nu ar fi trebuit să folosească garniturile Desiro pe principalele servicii expres, deoarece acestea sunt create pentru distanțe scurte, au viteză redusă și sunt zgomotoase. CFR a răspuns acestor critici prin introducerea, în anul 2004, a unui număr de garnituri noi Desiro, care erau mai avantajoase din punctul de vedere al zgomotului și care aveau 70 de locuri în loc de 110. La această dată, CFR continuă să folosească trenuri Desiro pe distanțe medii, chiar dacă le-a înlocuit pe mai multe rute de lungă-distanță.
În afară de Desiro, CFR a mai achiziționat în ultimii ani 80 de noi vagoane de dormit, cușete și vagoane de clasa I si a II-a. Noile vagoane de dormit sunt în prezent unele dintre cele mai moderne din Europa, fiind dotate cu aer condiționat, ecrane LCD și dușuri moderne în fiecare compartiment.
Pe lângă îmbunătățirile efectuate la căile ferate, CFR a modernizat mai multe locomotive Diesel și electrice.
În 2003, operatorul român de telefonie mobilă Connex GSM România, devenit între timp Vodafone România, a încheiat un contract cu CFR pentru a furniza servicii mobile rapide legate de orarul CFR. Actualmente, o linie la care clienții Vodafone pot telefona, operează non-stop la numărul scurt 652. Orange România a semnat un acord similar în 2004.
Fumatul este interzis în toate trenurile CFR de la data de 1 septembrie 2006.
Serviciile CFR continuă să se îmbunătățească. Totuși, unii oameni s-au declarat îngrijorați de faptul că CFR, care încă nu a atins profitabiliatea, nu are mijloacele financiare necesare pentru a susține o modernizare a infrastructurii.
Între 2001 și 2004 a fost reabilitat tronsonul București-Ploiești Vest-Câmpina, urmat de tronsonul Câmpina-Sinaia-Predeal între 2008/2009 și final de 2011.
CFR a inițiat un proiect major de infrastructură în aprilie 2006 - modernizarea liniei București - Constanța, pentru a îmbunătăți viteza maximă ce poate fi atinsă pe această linie (de la 140 km/h acum, la 160 km/h în 2008). Data finalizării acestui proiect era inițial a doua jumătate a anului 2009, dar proiectul a avut mari întârzieri, urmând să fie finalizat în final în iarna lui 2011, cu toate că gările Ciulnița și Fetești n-au fost modernizate decât parțial. Urmarea imediată a constituit-o dificultatea deplasării pe această rută din cauza lucrărilor, durata unei călătorii crescând cu cel puțin o oră și jumătate și ducând la nemulțumirea călătorilor.. Dar din 2012, când lucrările au fost finalizate oficial, trenurile au putut circula foarte repede, reducând durata călătoriei, atingând 160 km/h. Fiind azi cam singura magistrală CFR unde trenurile pot circula cu 160 de km/h și unde București și Constanța sunt la o distanță de două ore.
În anul 2013 CFR a demarat un proiect amplu de modernizare a tronsonului Sighișoara - Simeria pentru creșterea vitezei de deplasare la 160 km/h pentru trenurile de călători și 120 km/h pentru trenurile de marfă. În februarie 2013 s-a semnat un contract în valoare de 1,13 miliarde de euro pentru reabilitarea tronsonului Coșlariu - Sighișoara pe o lungime de 89,5 km. Proiectul este cofinanțat de Uniunea Europeană cu 740 milioane de euro. Consorțiul Alstom Transport – Alcatel Lucent România – PAS 97 a câștigat licitația pentru lucrările la tronsoanele Coșlariu - Simeria și Coșlariu - Sighișoara cu o ofertă de 498,2 milioane lei. Lucrările au ca termen de finalizare luna iunie 2015. Segmentul Fiind terminat în 2021, și din 2023 se circulă cum s-a prevăzut dar parțial, fiindcă până când semnalele luminoase și semafoarele nu vor fi integral montate și actualizate, circulația cu 160 de km/h e compromisă.
Pentru lucrările dintre localitățile Ațel și Coșlariu, cu o lungime de 66,2 km, lucrările au fost adjudecate de Impresa iar costurile vor fi de 302 milioane euro. Consorțiul format din Swietelsky, Strabag, Alstom, Arcada, Euro Construct Trading 98 și Transferoviar Grup vor reabilita tronsonul Vințu de Jos - Simeria pentru suma de 302 milioane euro. În paralel, s-au reabilitat 41 km din tronsonul Frontiera-Curtici-Simeria.
Lotul Curtici- Arad/ Ghioroc a fost finalizat în 2016 și de atunci trenurile pot circula de la 140- 160 km/h.
În martie 2020, CFR a semnat un contract cu consorțiul RailWorks, format din Alstom, Arcada, Aktor și Euroconstruct Trading 98, în valoare de 3 miliarde lei, pentru modernizarea tronsonului Brașov - Sighișoara. Lucrările se vor desfășura inițial pe două loturi: Brașov - Apața și Cața - Sighișoara, pe o lungime totală de 86 km. Lucrările au ca obiective principale mărirea vitezei maxime la 160 km/h, modernizarea stațiilor de cale ferată și lucrări de artă iar, la finalul lucrărilor, ruta va fi scurtată cu 17,72 km. Lucrările au demarat în aprilie 2020 și urmează să se desfășoare pe o perioadă de 9 ani.
Din decembrie 2023 linia Cluj Napoca- Oradea/Episcopia Bihor (vamă) a intrat în reabilitare și electrificare până în 2026/2027, și se promite circulația cu 160 de km/h a trenurilor de călători și 120 km/h a trenurilor de marfă.
Din 15 noiembrie 2024 circulă trenul Alstom Coradia pe rutele :
București Nord – Constanța; 
București Nord – Craiova;
București Nord – Ploiești – Brașov – Sighișoara – Alba Iulia – Deva – Arad – Timișoara;
București Nord – Craiova – Drobeta Turnu Severin – Timișoara – Arad;  
București Nord – Craiova – Târgu Jiu – Deva.

## Infrastructura CFR
În anul 2006 lungimea simplă a liniilor aflate în exploatare era de 10.789 kilometri, și lungimea desfășurată a acestora era de 20.677 kilometri (față de 21.030 km în anul 2001) și circa 992 stații de cale ferată. În 2017 mai erau în funcțiune 10.628 km de cale, din care 2.917 km de cale dublă și 4.031 km de linii electrificate, deservite de 917 stații.
În rețea existau în 2010 27.367 aparate de cale echivalente, față de 30.242 aparate de cale echivalente în anul 2001, iar la data de 31 decembrie 2007 existau 5.148 km de linie scadente la reparații capitale, adică 38% din lungimea totală a liniilor de cale ferată. În mai 2011, peste 5.708 km de linii, adică 43% din lungimea totală a liniilor de cale ferată erau scadente la reparații capitale. Pe rețeaua CFR există 18.170 poduri și podețe din care 3.235 (respectiv 17,81%) aveau durata de viață expirată, iar un număr de 10.998 (60,53%) erau scadente la reparații pentru readucerea în parametrii inițiali de funcționare în ianuarie 2010. Din cele 10.998 poduri și podețe scadente la reparații un număr de 1.112 necesitau reparație în primă urgență, iar alte 209 refacere integrală. În februarie 2011, CFR SA estima că are nevoie de o investiție de 3,4 miliarde de lei pentru reparații, întreținere, eliminarea restricțiilor de viteză și a punctelor periculoase pentru a asigura viteza standard europeană de 160 km/h. Alocația bugetară pentru anul 2011 pentru această investiție este de doar 3,4% din suma necesară.
Liniile electrificate reprezintă aproximativ 37,5% din totalul căilor ferate din România. Electrificarea este făcută la o tensiune de 25 kV CA și frecvență 50 Hz, conform standardului SR EN 50163:2006.

### Magistrale CFR

Rețeaua feroviară a României

În prezent rețeaua de cale ferată este reprezentată prin 9 linii magistrale (cunoscute și ca zone aferente regionalelor CFR), acestea comunicând între ele cu mai multe linii principale (intermagistrale sau submagistrale), iar atât liniile magistrale, cât și cele principale se mai ramifică în numeroase linii secundare (adiacente).
Magistralele 900, 800, 500 și 300 administrate de operatorul național CFR reprezintă principalele artere feroviare din România, acestea acumulând cel mai mare trafic feroviar, îndeosebi cel de mărfuri. Întreaga infrastructură a CFR însumează 13.807 km la care se adaugă cei 6.923 km de linii existente în stații. Din cei 20.730 km aflați în exploatarea CFR, 17.535 km de infrastructură este publică, iar 3.197 km privată. Infrastructura feroviară publică aparține statului, atribuită în concesiune Companiei Naționale de Căi Ferate “CFR” -SA.
| 100 |

| 200 |

| 300 |

| 400 |

| 500 |

| 600 |

| 700 |

| 800 |

| 1000 |

| 100 |

| 200 |

| 300 |

| 400 |

| 500 |

| 600 |

| 700 |

| 800 |

| 1000 |

### Viteze
Limita de viteză pentru toate trenurile din România este de 160 km/h, dar singura rută pe care trenurile pot circula cu o asemenea viteză este București–Constanța. De asemenea, pe rutele București–Floresti Prahova și Km 614-Arad-Curtici se poate circula cu 140 km/h. Pe restul liniilor viteza maximă este de 120 km/h. 
Vitezele maxime conform livretului se pot consulta aici: http://www.openrailwaymap.org/

### Servicii de călători

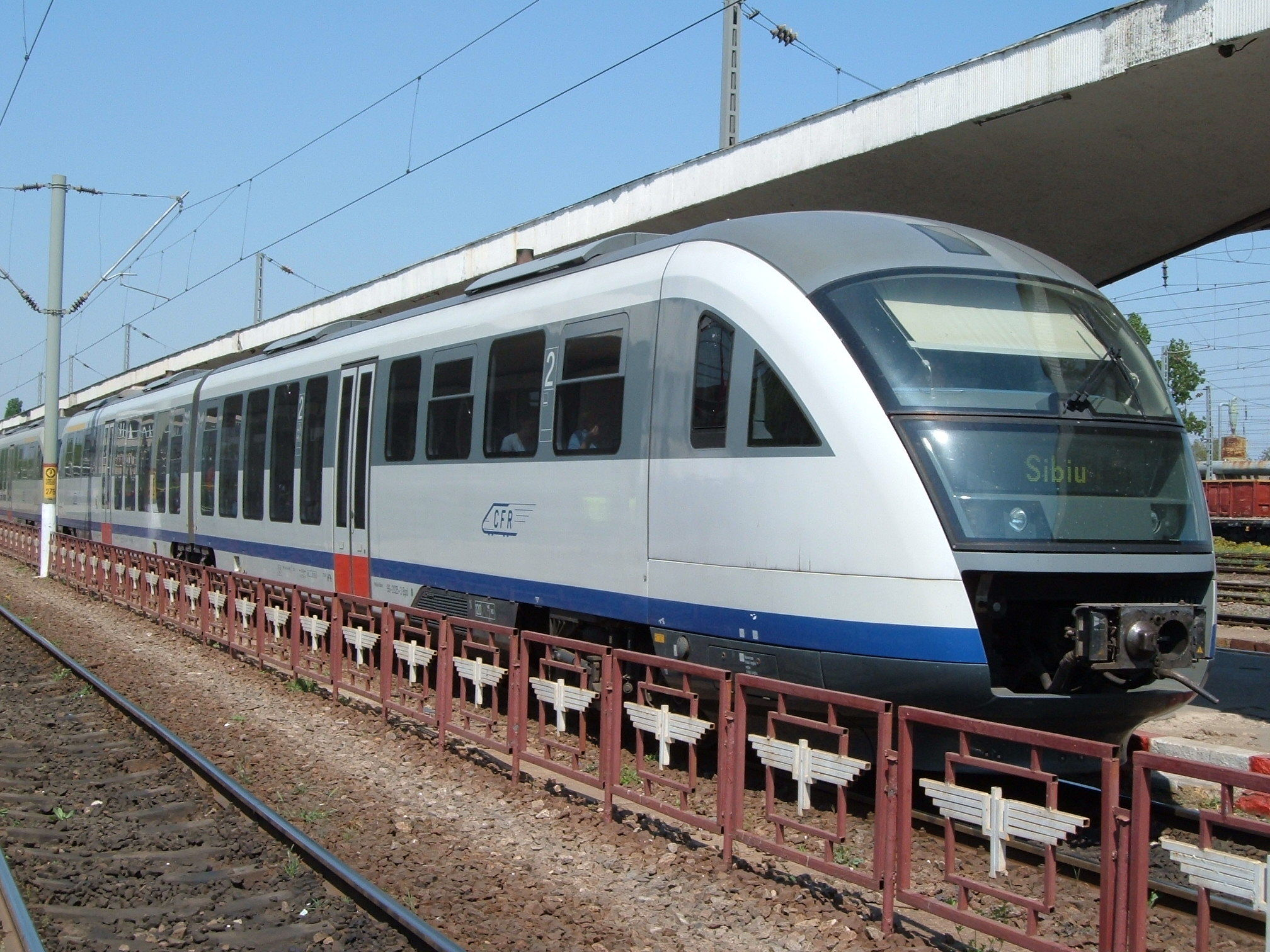
Trenul personal Craiova-Sibiu

CFR Călători, compania de transport pasageri desprinsă din CFR, operează 3 tipuri de trenuri:
- Regio (R)–fostele trenuri personale, oprește de regulă în toate stațiile și haltele de pe parcurs, având cea mai mică viteză medie și cele mai mici tarife. Sunt folosite pentru două mari scopuri: pentru a face legătura dintre un oraș și comunele apropiate sau pentru a face legătura dintre două orașe învecinate.
- InterRegio (IR)–fostele trenuri rapid și accelerat, care aveau anterior standarde similare de viteză, stații în care opresc și confort. Trenurile IR opresc în stațiile mari și mijlocii de pe parcurs, fiind folosite pentru distanțe lungi și medii. Trenurile internaționale ale CFR Călători sunt încadrate în această categorie.

Trenurile InterCity (IC) sunt în funcțiune pe anumite linii de cale ferată.

### Servicii de marfă

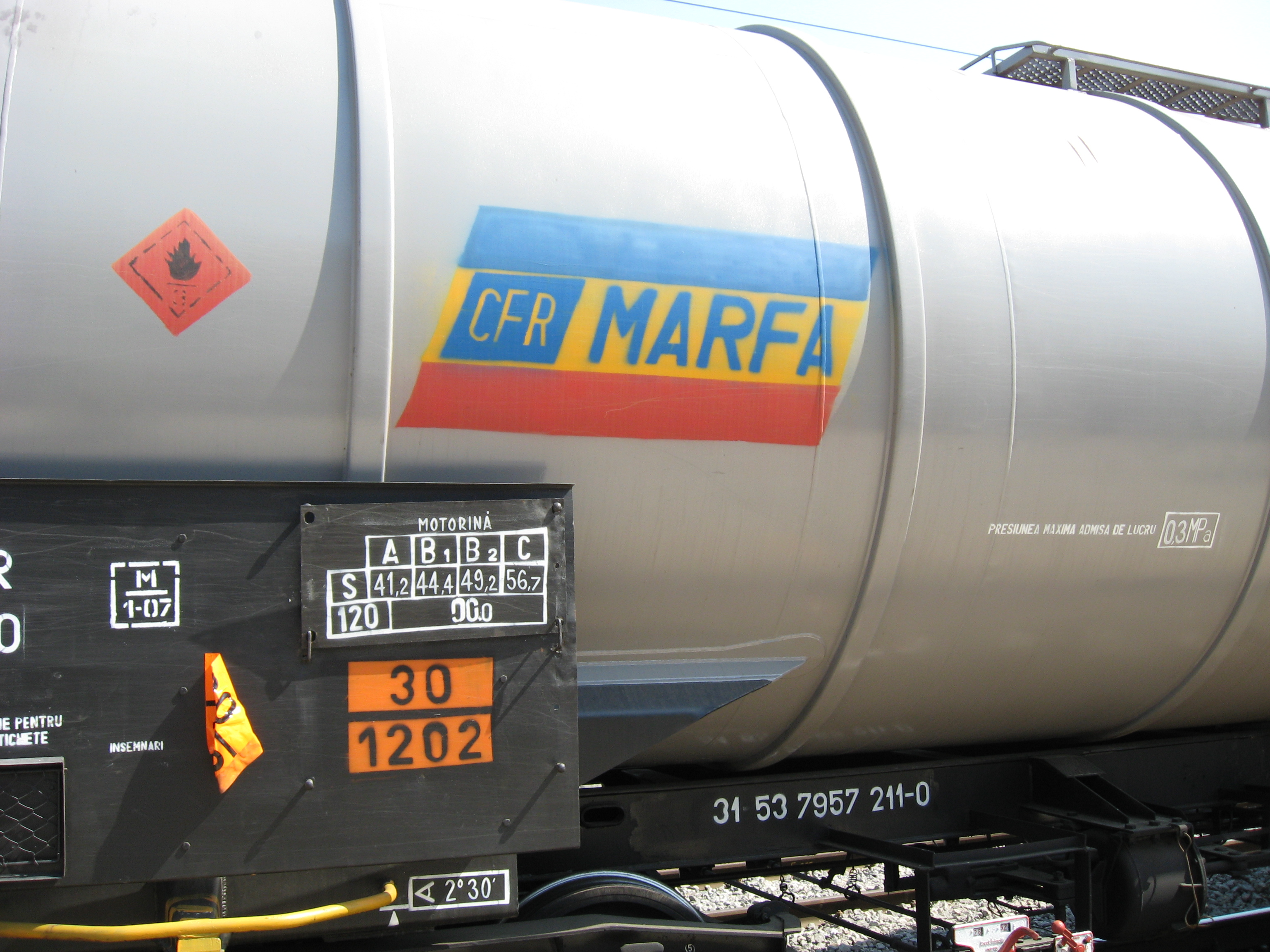
Vagon CFR Marfă cu motorină

Serviciile marfare sunt furnizate în principal de CFR Marfă, compania de transport marfă desprinsă din Căile Ferate Române. În afară de CFR Marfă, mai există încă 28 de companii private care operează pe linii închiriate de la CFR Infrastructură. CFR Marfă are 987 de locomotive, majoritatea fiind construite în România sau fosta Iugoslavie. Faptul că marfa transportată pe căile ferate are o prezență importantă în România, combinat cu diverse reforme de eficiență, a dus la îmbunătățirea rezultatelor economice ale companiei CFR Marfă în ultimii ani, deși diviziunea încă nu a devenit profitabilă. În 2003 pierderile nete ale CFR Marfă au fost de 8,8 milioane de lei noi, reduse de la 141,5 milioane de lei noi în 2002.
Trenurile de marfă au aceleași limite de viteză ca trenurile de călători, dar cele care transportă materiale explozive, nucleare, chimice sau periculoase au un regim de viteză special. Majoritatea locomotivelor au o limită fizică de viteză de 120 km/h pentru cele electrice (sunt unele care pot atinge 160 km/h, iar una 200 km/h) și de 100 km/h pentru cele diesel (unele pot atinge 120 km/h), deși trenurile nu merg la viteze mai mari decât 100 km/h.

## Material rulant
Majoritatea locomotivelor din dotarea companiilor desprinse din fostul CFR datează din deceniile 7-8 ale secolului al XX-lea. CFR Călători și CFR Marfă folosesc o serie de locomotive electrice (numite LE), diesel-electrice (LDE), diesel-hidraulice (LDH) și diesel-mecanice (LDM/LDMM). Societatea Feroviară de Turism folosește locomotive cu aburi (cu ecartament standard și îngust) și locomotive diesel-mecanice.
Fiecare dintre cele patru diviziuni CFR are parcul său de locomotive și în general își folosește numai locomotivele proprii. De exemplu o locomotivă CFR Marfă nu este în general folosită să tragă un tren CFR Călători. În practică această convenție nu este întotdeauna respectată și companiile își închiriază frecvent una alteia locomotivele prin înțelegeri neoficiale. Chiar și parcul de locomotive aparținând companiilor private de căi ferate sunt folosite câteodată de către diviziunile CFR, în general în cazul urgențelor.

## Scandaluri și critici la adresa CFR
CFR a trecut printr-o serie de scandaluri mediatice datorită mai multor nereguli care au fost descoperite în conducerea companiei. Fostul director CFR, Mihai Necolaiciuc, a fost inculpat de Direcția Națională Anticorupție pentru abuz în serviciu și numeroase prejudicii aduse companiei în perioada 2000-2005. Acesta a fugit însă din țară, sub pretextul tratamentului unei boli, pentru a se sustrage urmăririi penale. Pe numele lui s-au emis mai multe mandate de arestare.
Într-un alt caz intens mediatizat, directorul Regionalei CFR București a fost arestat pentru prejudicierea societății cu peste un miliard și jumătate de lei vechi. Până în prezent nu a existat nicio condamnare în aceste dosare.
În 2005 un alt scandal a lovit compania, după ce CFR a fost acuzată că a cooptat liderii sindicatelor CFR în structurile de administrație ale companiei, cu susținerea ex-ministrul transporturilor Miron Mitrea. Pe fondul schimbării direcției politice a noului guvern, noul ministru, democratul Gheorghe Dobre, a dispus eliberarea din funcțiile de administrație ale sindicaliștilor. Ca urmare liderii sindicali au declanșat o grevă de proporții, revendicând creșteri salariale pentru muncitorii din CFR. Greva a durat 23 de zile și fost într-un final oprită de Curtea de Apel din București, după ce s-a constat că s-au pus în pericol siguranța feroviară și condițiile grevei nu au fost respectate. Potrivit CFR, greva a contribuit semnificativ la scăderea numărului de călători (circa 10% în minus) și a creat pierderi de peste 10 miliarde lei vechi pentru CFR Călători și 80 mld. pentru CFR Marfă.

## Galerie de imagini

Vagon seria 26-16 Regio modernizat
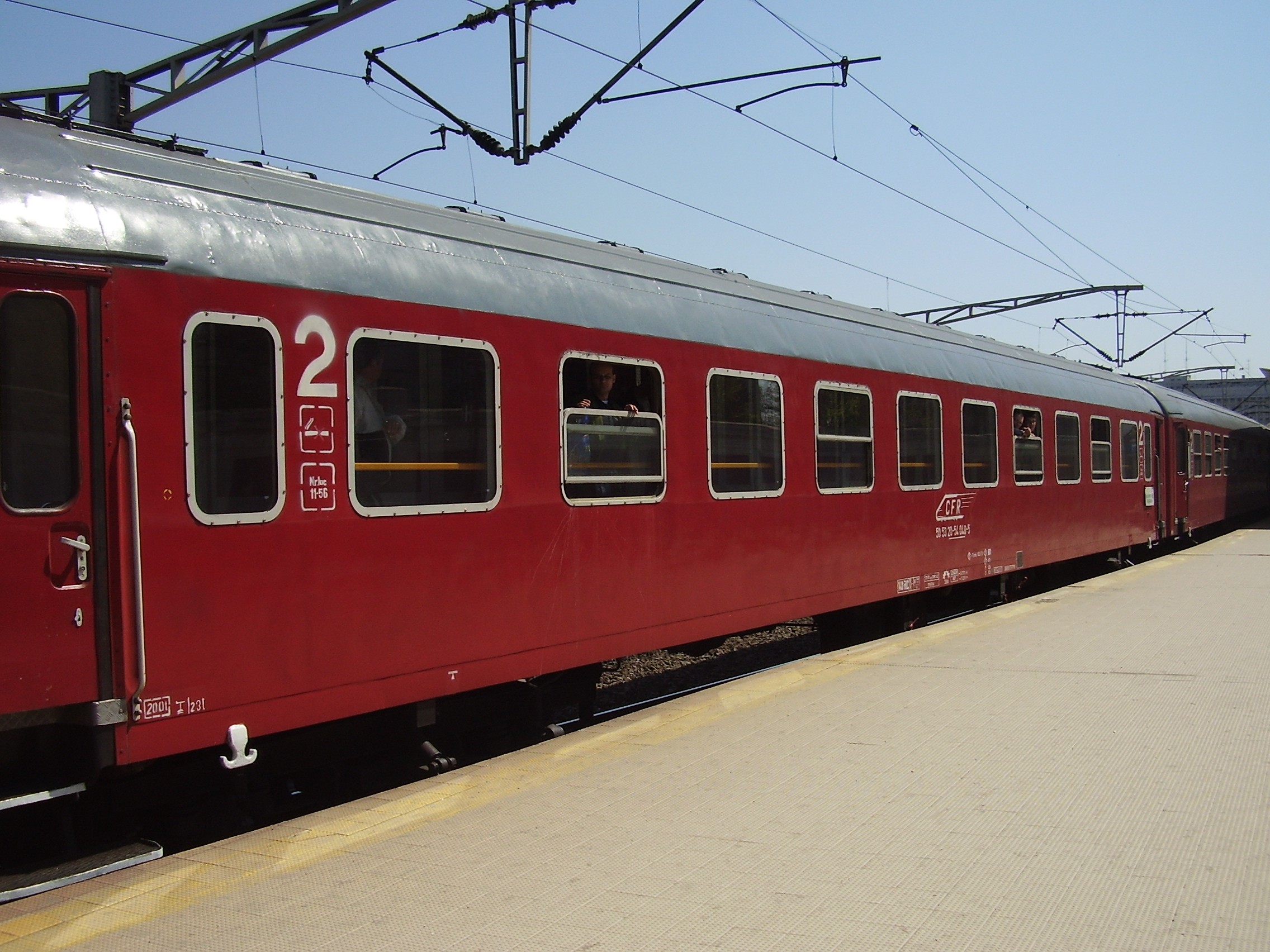
Vagon seria 20-54 folosit pe trenuri Regio
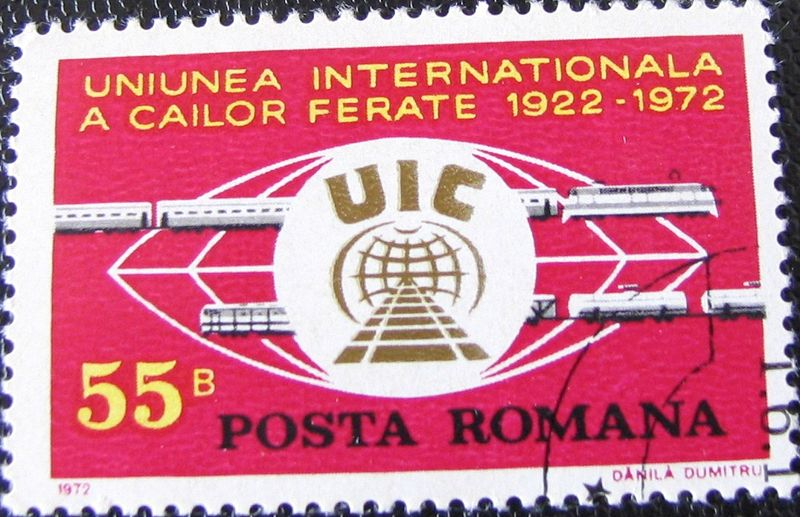
Timbru poștal românesc din 1972
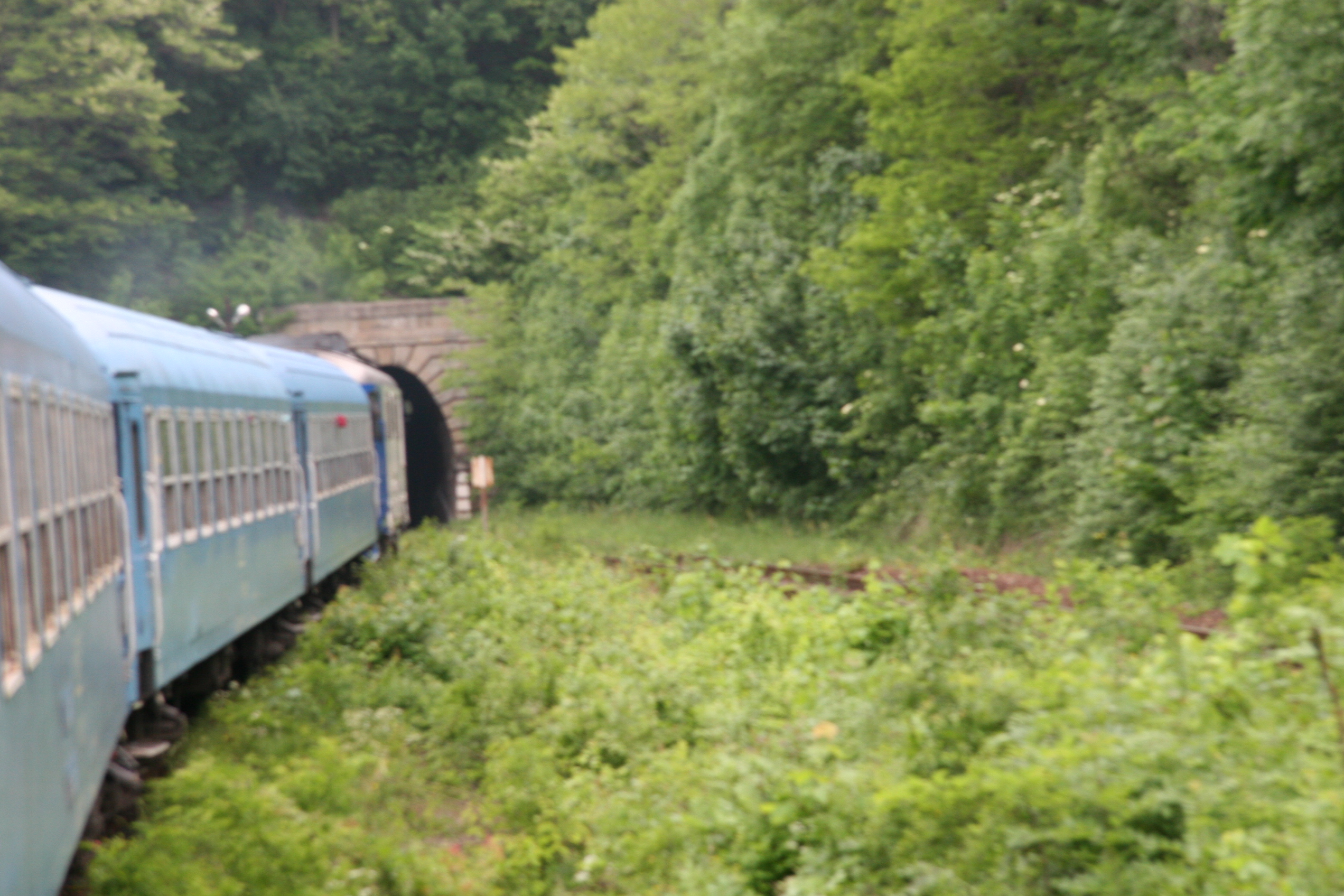
Trenul Inter-Regio  Galați-Iași-Cluj intrând în tunel la Birnova in anul 2007
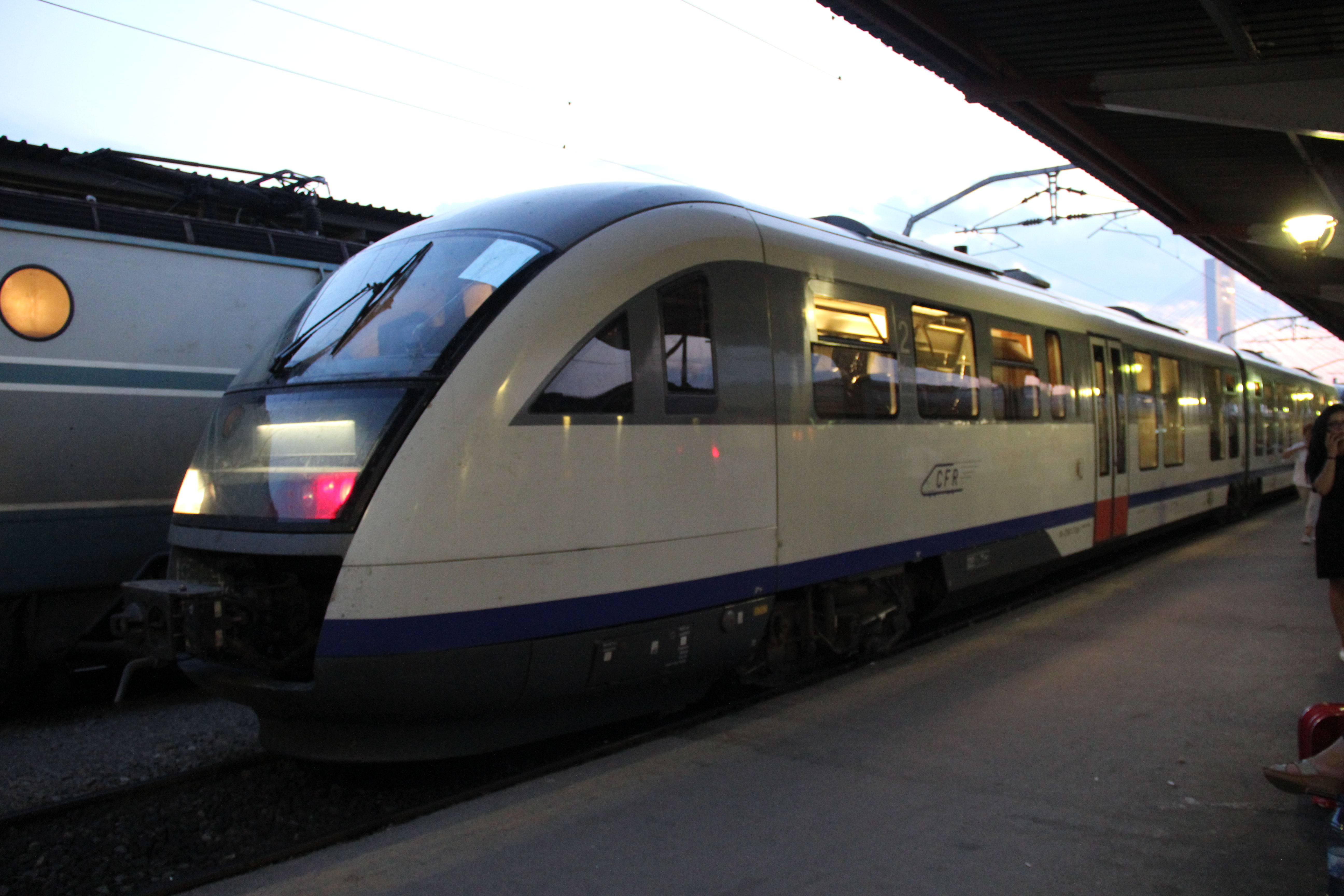
trenul DESIRO
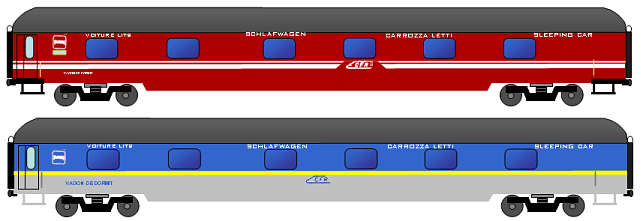
Vagon cușetă și vagon de dormit
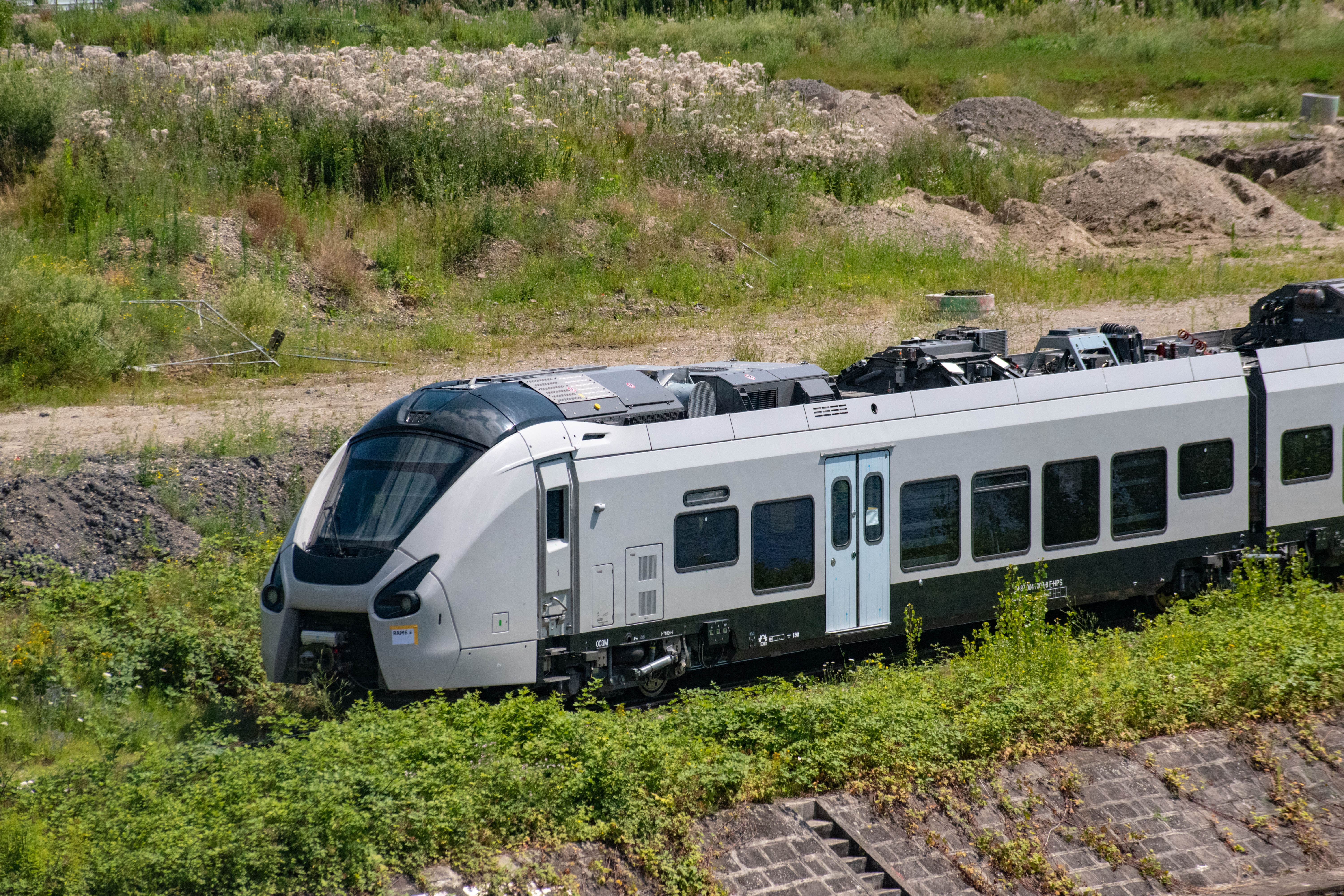
Trenul Alstom Coradia
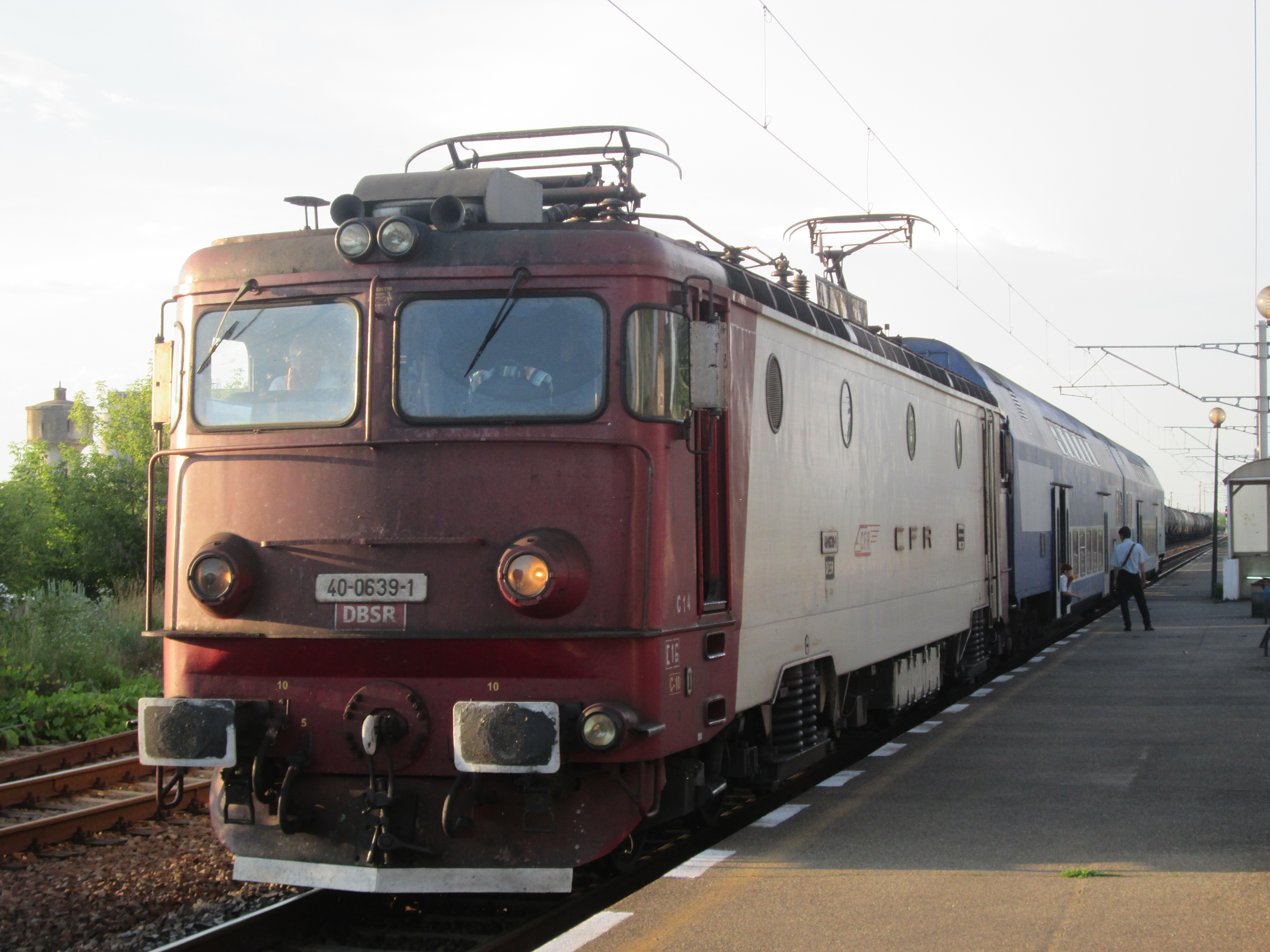